# Haemodipsus africanus
Haemodipsus africanus är en insektsart som beskrevs av Bedford 1934. Haemodipsus africanus ingår i släktet Haemodipsus och familjen ledlöss. Inga underarter finns listade i Catalogue of Life.